# Patrick deWitt
Pour les articles homonymes, voir DeWitt.
Œuvres principales
- Les Frères Sisters

Patrick deWitt, né le 6 mars 1975 à Sidney, sur l’Île de Vancouver, en Colombie-Britannique, est un écrivain, nouvelliste et scénariste canadien. Il est l'auteur, entre autres, du roman à succès Les Frères Sisters, pour lequel il remporte le Prix du Gouverneur général en 2011.

## Biographie
Natif de Vancouver, Patrick deWitt commence à écrire très jeune, avant même d'avoir fini ses études secondaires, en s'inspirant de son milieu de travail et de ses amis. À l'âge de douze ans, son père lui remet sa collection de livre, geste qui déclenche une passion pour l'écriture et pour la vocation d'auteur. « À 17 ans, donc, il prend conscience qu’écrire comme les auteurs qu’il admire peut lui procurer du bonheur. Pendant 10 ans, il accumule les boulots alimentaires et les voyages, tout en peaufinant son style — élégance de l’écriture, fluidité du récit, tout en essayant de se débarrasser de la conscience du geste d’écrire » écrit Éric Moreault dans un article du journal Le Soleil.
Lecteur de Robert Walser, Thomas Bernhard, des auteurs qui ne sont pas particulièrement légers, mais reconnus pour leurs humours noirs, Patrick deWitt semble vouloir faire de même. « J’éprouve une espèce de compulsion à raconter des histoires sombres, reconnaît-il. Et à l’évidence, j’ai une fascination pour les personnages d’anormaux ». Plusieurs comparent son style à celui d'un Wes Anderson, notamment pour son humour mêlé à des sujets difficiles et parfois sombres.
Pour lui, l'écriture consiste à se confier à une sorte « d'ami imaginaire ».
Aujourd'hui, Patrick deWitt vit à Portland, aux États-Unis.

## Œuvre

### Romans
- Ablutions. Notes pour un roman, Actes Sud, coll. « Lettres anglo-américaines », 2010 ((en) Ablutions[5],[6], 2009), trad. Philippe Aronson, 196 p.  (ISBN 978-2-7427-8928-3)
- Les Frères Sisters[7],[8], Actes Sud, coll. « Lettres anglo-américaines », 2012 ((en) The Sisters Brothers, 2011), trad. Emmanuelle et Philippe Aronson, 357 p.  (ISBN 978-2-330-00984-7)Au Québec, le roman est publié par les éditions Alto.
- Heurs et malheurs du sous-majordome Minor, Actes Sud, coll. « Lettres anglo-américaines », 2017 ((en) Undermajordomo Minor, 2015), trad. Emmanuelle et Philippe Aronson, 304 p.  (ISBN 978-2-330-07595-8)
- Sortie côté tour, Alto, 2019 ((en) French Exit, 2018), trad. Sophie Voillot, 296 p.  (ISBN 978-2-89694-381-4)
  - French Exit, Actes Sud, 2020 ((en) French Exit, 2018), trad. Emmanuelle et Philippe Aronson, 264 p.  (ISBN 978-2-330-13711-3)
- L’homme qui aimait les livres, Actes Sud, coll. « Lettres anglo-américaines », 2025 (en) The Librarianist, 2023), trad. Emmanuelle et Philippe Aronson 374 p.  (ISBN 978-2330206246)

### Scénario
- 2011 : Terri, film américain réalisé par Azazel Jacobs, avec John C. Reilly
- 2020 : French Exit de Azazel Jacobs

## Réception critique
Éric Moreault, du journal Le Soleil, mentionne que « L’originalité de son œuvre provient assurément en partie de cette volonté de ne pas se censurer. Et d’une autre partie de sa façon de jouer avec les codes littéraires ». En effet, le style du roman Les Frères Sisters se rapproche du western, Heurs et malheurs du sous-majordome du conte de fées tandis que Sortie côté tour ressemble davantage à une comédie de mœurs.
Son roman Les Frères Sisters (2011)', publié dans 29 pays, reçoit le prix du Gouverneur général : romans et nouvelles de langue anglaise en 2011 ainsi que le prix des libraires du Québec en 2013,.

## Adaptation
En 2018, Jacques Audiard fait une adaptation cinématographique du roman Les Frères Sisters, mettant en scène l'acteur John C. Reilly. Le film reçoit notamment le Lion d'argent du meilleur réalisateur à la Mostra de Venise en 2018.
Quelques années plus tard, en 2021, Sortie côté tour (The French Exit) est également adapté au cinéma, cette fois réalisé par Azazel Jacobs et mettant en scène Michelle Pfeiffer et Lucas Hedges. Le film reçoit des critiques mitigées de la part du Seattle Times, du New York Times ainsi que du Washington Post qui s'entendent pour convenir de la qualité de la performance de Michelle Pfeiffer. Ils condamnent toutefois le manque d'action dans le scénario,. Les critiques n'empêchent pasThe French Exit d'être en lice pour quatre Prix Écrans canadiens, dont un pour la performance de Michelle Pfeiffer ainsi qu'un autre pour le scénario de Patrick deWitt.

## Prix et honneurs
- 2011 : lauréat du Prix littéraire du gouverneur général (Les Frères Sisters)[1]
- 2011 : lauréat du Prix Rogers Writers' Trust Fiction (Les Frères Sisters)[1]
- 2011 : finaliste au Prix Scotia Bank Giller (Les Frères Sisters)[16]
- 2013 : lauréat du Prix des libraires du Québec, catégorie « Roman hors Québec », pour Les Frères Sisters[17]
- 2018 : finaliste au Prix Scotia Bank Giller pour Sortie côté tour[18]